# Château ducal (Crecchio)
Le château ducal de Crecchio est un château situé dans la commune de Crecchio, province de Chieti, dans les Abruzzes. Le château est maintenant le musée archéologique des Abruzzes byzantins.

## Histoire
L'information sur le château est fragmentaire, notamment en ce qui concerne son origine et ses occupants. La seule description ancienne du château trouvée dans les archives est celle de 1633 par Scipione Paternò :
| « [...] la ville susmentionnée de Lanciano, son patron, a un château à la tête de la Porta de Capo, qui est en partie plus éminent, et qui se compose d'une cour plate, qui est située dans le frontispice de la à l'intérieur une écurie avec une autre pièce attenante, et à gauche une cave avec un entrepôt pour stocker la nourriture, avec des réservoirs de fumée et d'autres commodités, et remontant à un degré d'usine, il y a une loggia couverte avec l'apparence de la même cour, d'où l'on pénètre dans une grande chambre avec deux autres pièces attenantes, et portrait, et de celles de passage avec entrées séparées de la même loggia dans une pièce confortable avec chambre, chambre et cuisine, généralement au rez-de-chaussée recouvert de poutres et emmêlées dans le sol, et revenant au niveau de la cour, et juste dans l'un de ses coins se trouve une tour carrée composée de trois appartements, l'autre, et chacun d'eux contient dans une chambre et un dressing déclarant qu'à l'étage inférieur vous montez avec l'escalier, et du sol à son sommet, de quel château vous pouvez profiter et voir toute la marina et son mode d'occupation général. Et contigu à celui-ci, et juste de son côté se trouve un potager appelé fossé clos qui doit être utilisé comme orthilithium pour plus de commodité, appelé le château avec un autre petit à côté, l'entrée principale adjacente à la route ». |
| Scipione Paternò, 1633. |

Cependant, on peut dire que le château s'est développé à partir d'une tour préexistante appelée « dell'Ulivo  » dans le style du XIIIe siècle et à la suite de qui ont eu lieu à partir du XVe siècle. Le château a ainsi changé sa forme en passant d'une structure défensive à une architecture d'habitation. Les ajouts ont été réalisés en deux étapes. La première comprend la construction de la loggia sud et du bâtiment ouest, tandis que la seconde comprend la loggia supérieure et le rez- de- chaussée de l'aile adjacente. L'ajout d'un niveau supérieur dans les bâtiments a éliminé les remparts existants. La quatrième tour a été détruite en 1881 par un tremblement de terre et a été reconstruite en 1904.
Le 9 septembre 1943, après l'Armistice de Cassibile, il a accueilli la famille royale de Savoie fuyant Rome pour Brindisi, tandis qu'en juin suivant, il a été gravement endommagé par des bombardements. Il a récemment été restauré,.

## Description

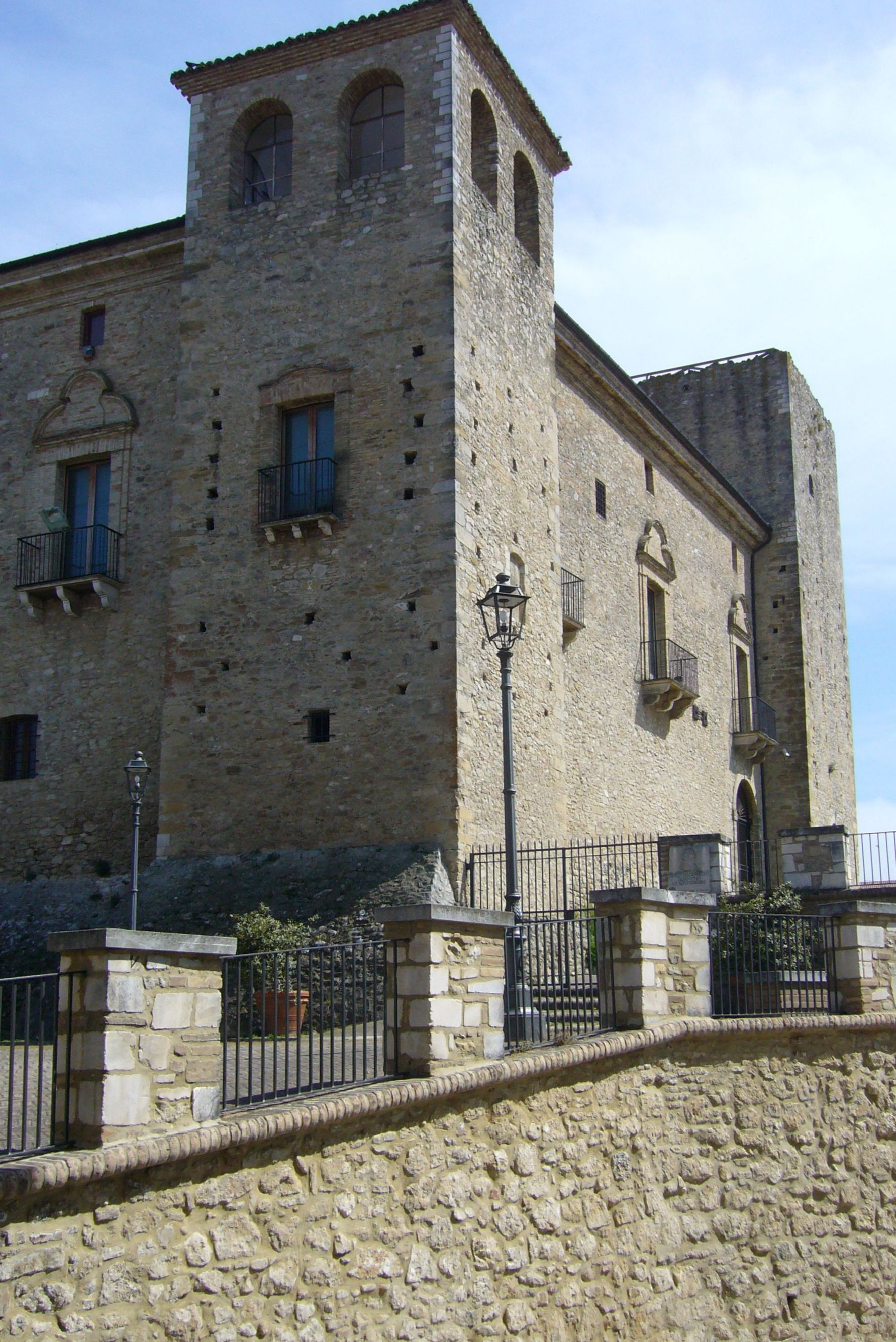
Accès au château.

Le château est situé sur une colline entre les deux fleuves Arielli et Rifago . Le château est composé de quatre tours d'angle qui renferment autant de bâtiments, la tour nord-est d'origine est la plus grande des quatre, est faite de blocs de pierre grossièrement taillés et est divisée en trois niveaux, dont le rez-de-chaussée est soulevé. 
Le château est entouré d'un périmètre de murs qui renferme également un jardin. Le château est accessible par un pont.

### Extérieur
Le château a un plan carré, et l'apparence d'un château résidentiel. Composé de quatre corps fermés par des tours d'angle.
- Torre dell'Ulivo : Tour normande de la structure d'origine du XIe siècle, composée de trois niveaux, avec le rez-de-chaussée destiné au stockage des aliments. L'accès est possible grâce à un étroit escalier en colimaçon, utilisé autrefois pour les patrouilles de garde.
- Tour aragonaise: bien que reconstruite après 1943, elle flanque la tour normande et remonte au XVe siècle. Il a un plan carré surmonté de murailles avec créneaux et des corbeaux.
- Torri De Riseis : les deux tours jumelles sont du XVIIIe siècle et ont un plan carré, avec un toit en pente. La décoration se compose de fenêtres à double meneau de chaque côté. La base de chaque côté présente de profondes arcades aveugles, signe des remparts de la forteresse médiévale. Seul le côté accès est différent, car il possède une arche d'entrée qui précède le cloître avec un escalier monumental. Il y a, sur un pilier, les armoiries de la famille De Riseis de 1789.

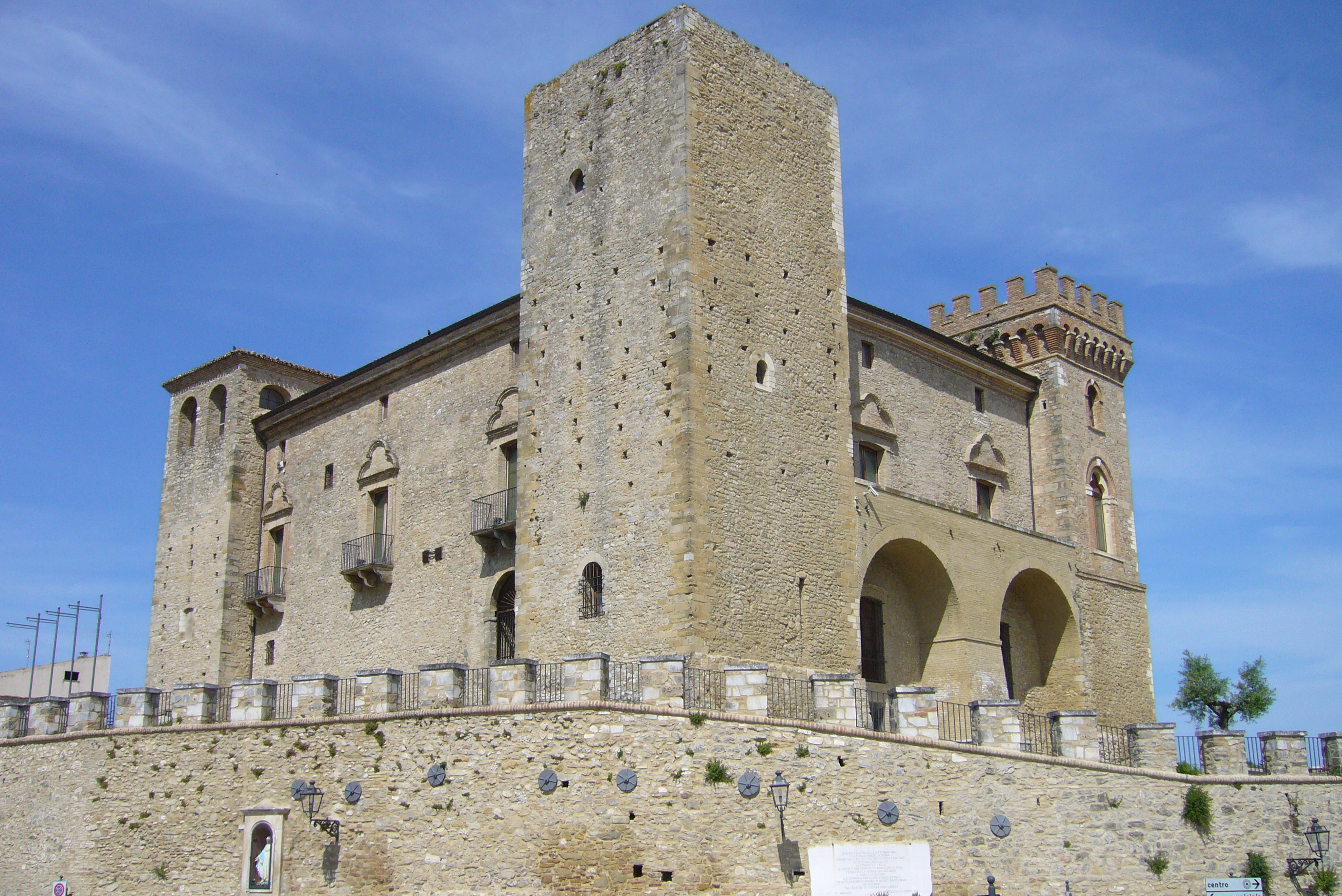
La tour normande.

### Intérieur
L'intérieur a été endommagé par les bombardements de 1943, et reconstruit dans les années 1960 à l'original, il est dépourvu de mobilier d'origine. En tant que bien public, dans les années 1980, il abrita le siège municipal qui déménagea dans un autre endroit, laissant la place au musée naissant du haut Moyen Âge et aux Abruzzes byzantins dont il est le siège. L'accès à la tour normande conserve un lit à baldaquin similaire à celui d'origine des ducs de Bovino, ainsi qu'un coffre extérieur au château, placé là pour reconstituer l'environnement où dormait Victor Emmanuel III. Une collection de photographies immortalise les différentes visites du prince Umberto II  dans les années 1930, ainsi que la famille royale en 1943. Le reste des pièces est plutôt dépouillé, contenant des découvertes archéologiques. Seule la tour De Riseis, près de la grande aile du rez-de-chaussée, conserve une voûte en berceau en stuc baroque tardif.

## Galerie

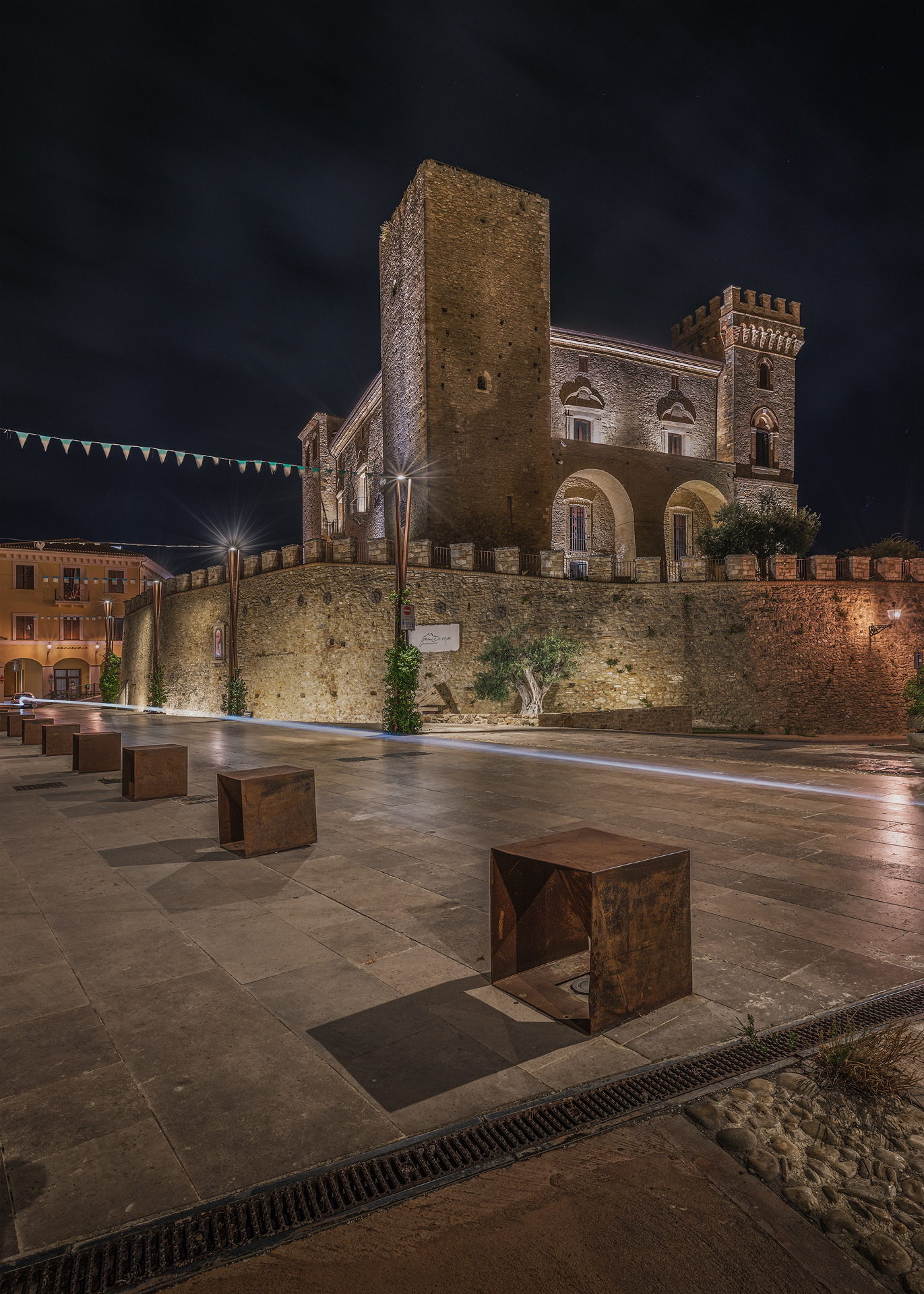
Le château et les remparts illuminer.
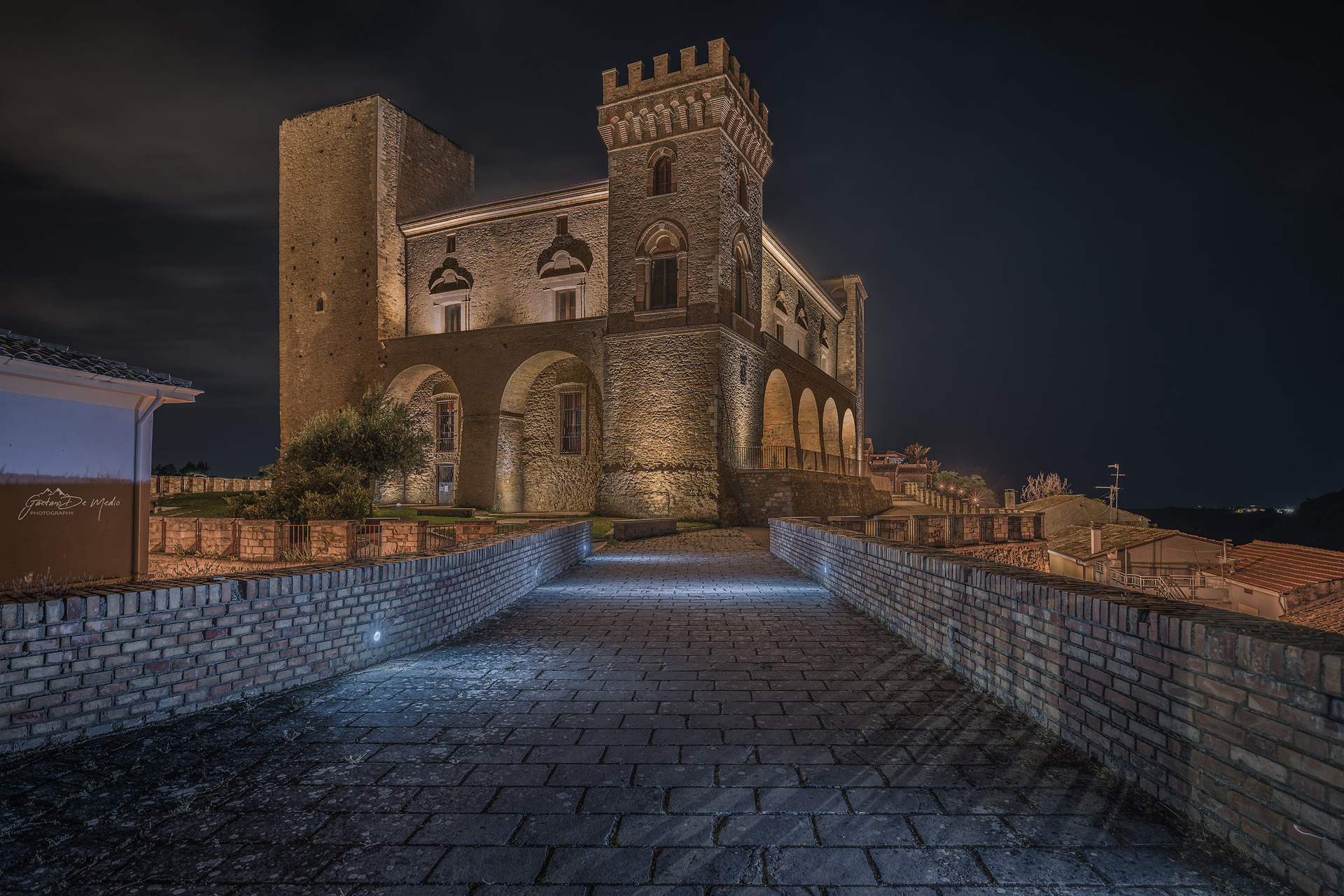
Le château illuminer.
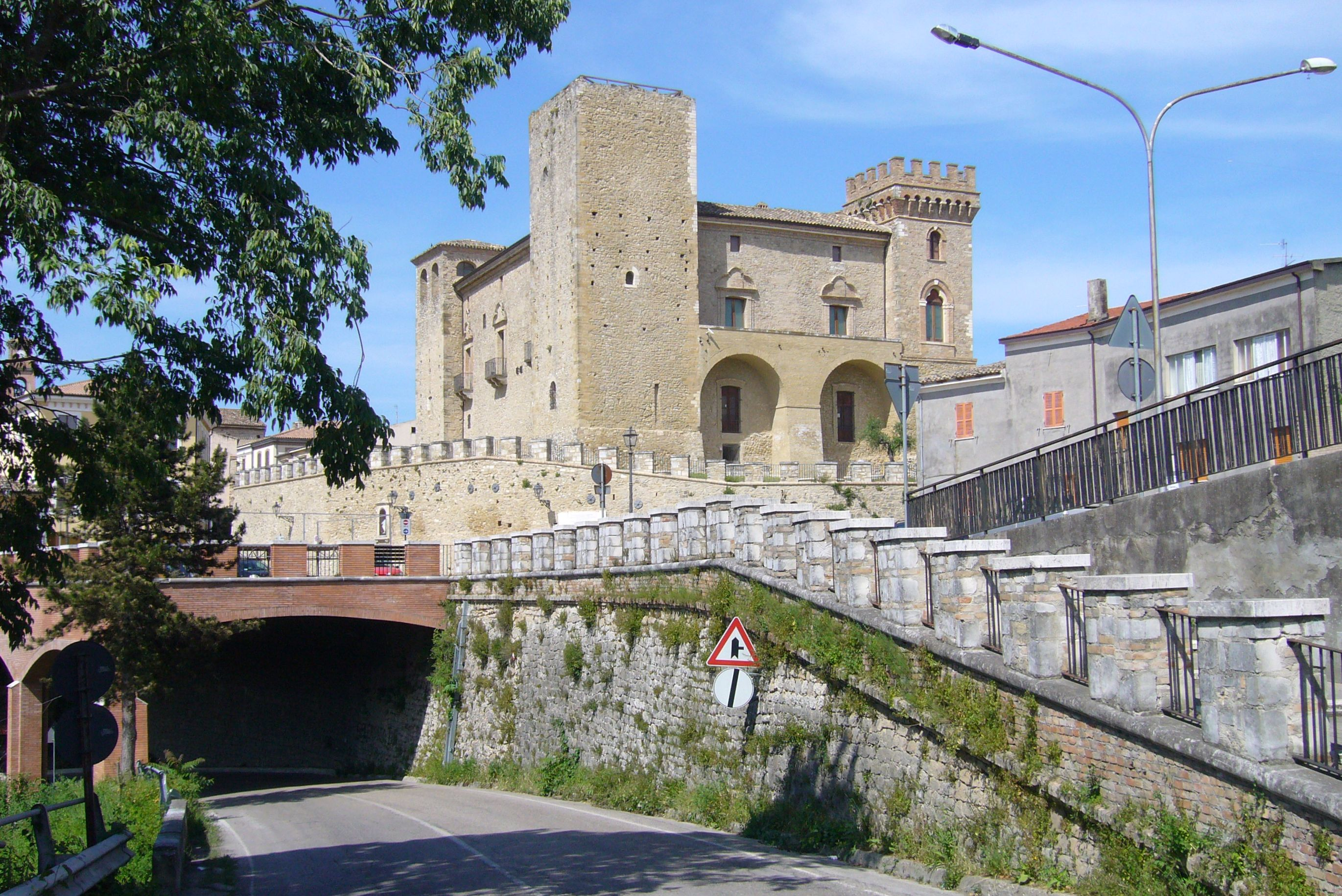
Le château, vu du sud-ouest.
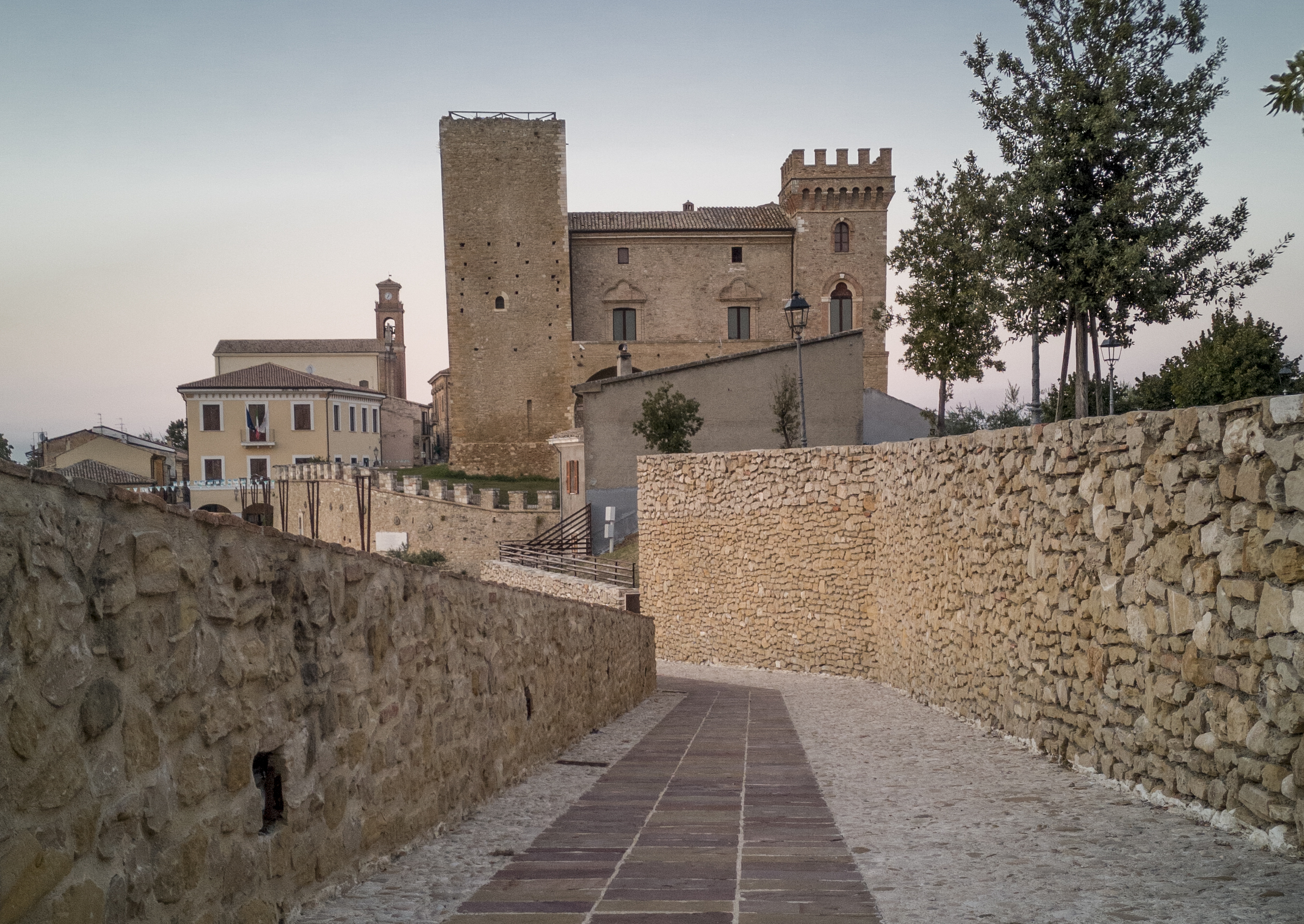
L'église San-Salvatore et le château.
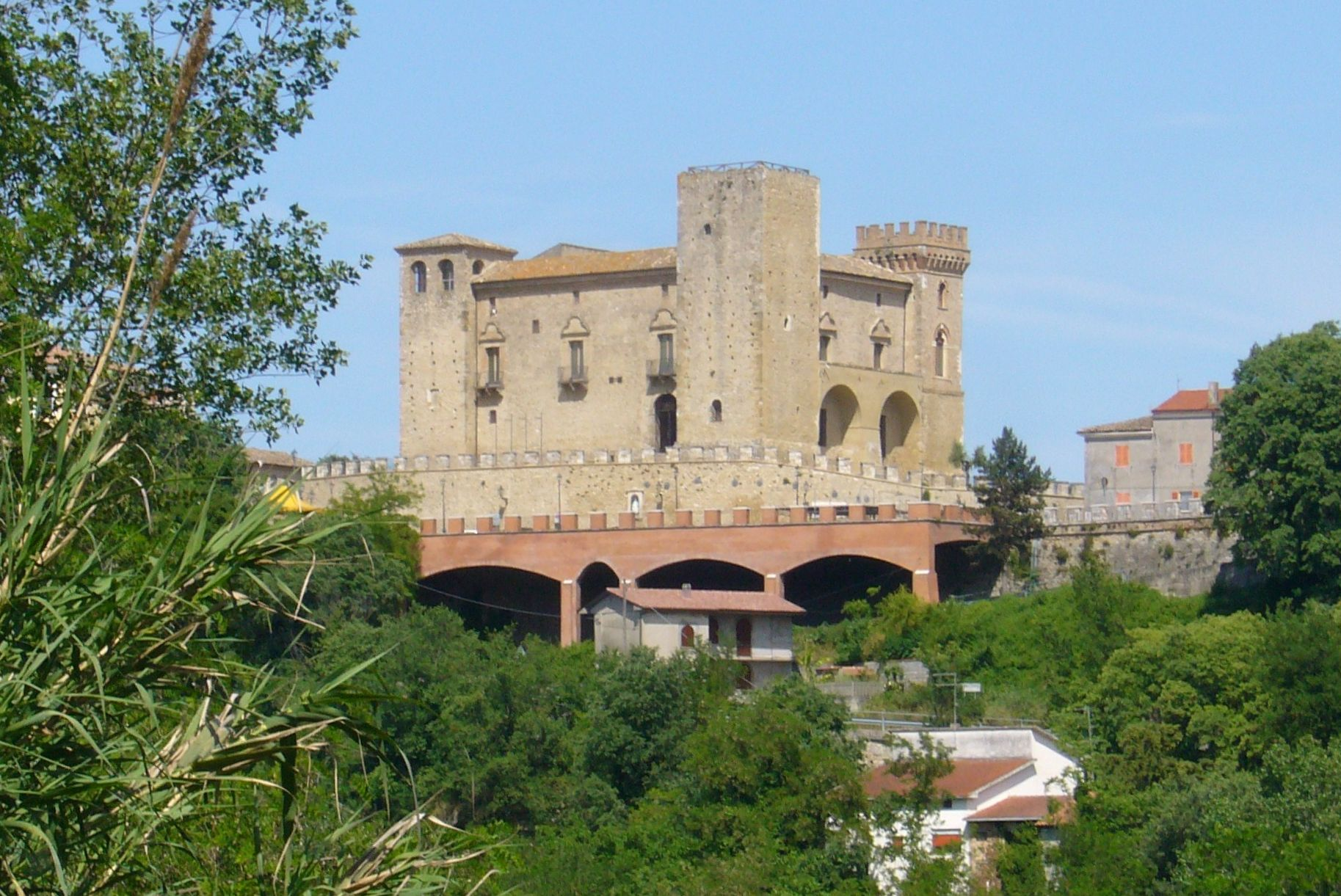
Le panorama du château.
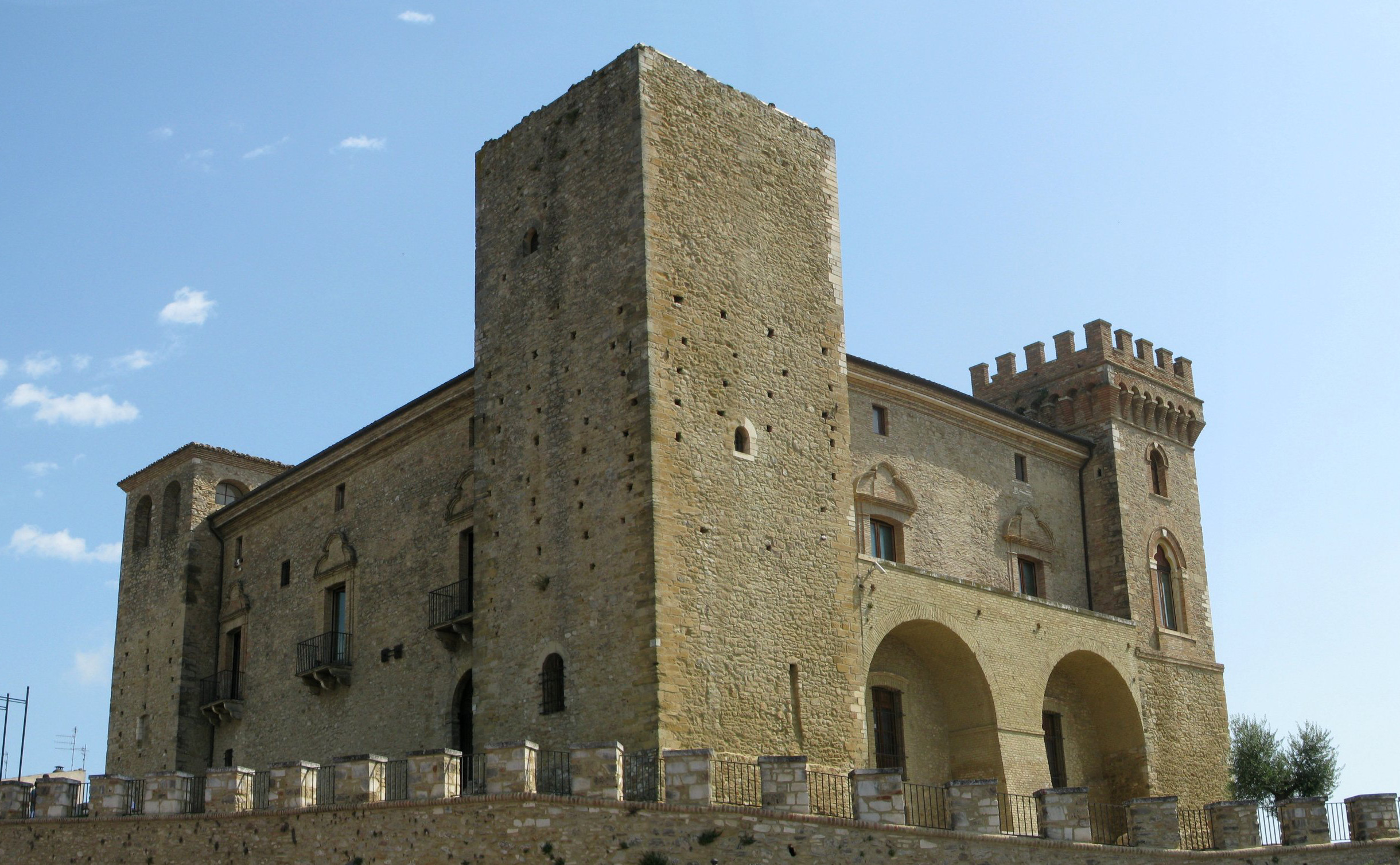
La tour d'angle.